# Epimecia
Epimecia is een geslacht van vlinders van de familie uilen (Noctuidae), uit de onderfamilie Hadeninae.

## Soorten
- E. nelvai Rothschild, 1920
- E. ustula (Freyer, 1835)